# Draganić
 Ovo je glavno značenje pojma Draganić. Za druga značenja pogledajte Draganić (razdvojba).
Draganić je općina u središnjoj Hrvatskoj, u Karlovačkoj županiji.

## Zemljopis
Naselje Draganići smješteno je na vrlo važnim prometnim pravcima koji povezuju unutrašnje kontinentalno područje s Jadranskim morem.
Naseljeno mjesto Draganić oduvijek je činilo zajedništvo 17 sela (zaselaka, kako se to reklo); Draganići, Barkovići, Jazvaci, Vrbanci, Budrovci; Bencetići, Goljak, Mrzljaki, Vrh, Križančići, Lazina, Franjetići, Lug i Darići koji su i sada te Čeglji, Guci i Vukšin Šipak, koji su izvan ustroja općine Draganić, ali pripadaju Župi draganićkoj.

## Stanovništvo
Po popisu stanovništva iz 2001. godine, općina Draganić imala je 2950 stanovnika.

### Nacionalni sastav, 2001.
- Hrvati – 2857 (96,85 %)
- Srbi – 16 (0,54 %)
- Slovenci – 3
- Bošnjaci – 2
- Makedonci – 2
- Crnogorci – 1
- Nijemci – 1
- ostali – 13 (0,44 %)
- neopredijeljeni – 27 (0,92 %)
- nepoznato – 28 (0,95 %)

### Draganići (naseljeno mjesto)
- 2001. – 2950
- 1991. – 400 (Hrvati – 370, Jugoslaveni – 6, Srbi – 5, ostali – 19)
- 1981. – 379 (Hrvati – 363, Jugoslaveni – 8, Srbi – 7, ostali – 1)
- 1971. – 410 (Hrvati – 389, Srbi – 18, ostali – 3)

Izvor
| broj stanovnika | 2595  | 3065  | 2869  | 3250  | 3062  | 3456  | 3495  | 4132  | 3796  | 3996  | 4100  | 3991  | 3556  | 3561  | 2950  | 2741  | 2541  |
|                 | 1857. | 1869. | 1880. | 1890. | 1900. | 1910. | 1921. | 1931. | 1948. | 1953. | 1961. | 1971. | 1981. | 1991. | 2001. | 2011. | 2021. |

## Povijest
Od najstarijih vremena, te u razdoblju srednjeg vijeka vodio je kroz ovo područje stari trgovačko-karavanski put prema moru, od Zagreba, preko Save, Stupnika, Jastrebarskog, kroz draganićku šumu do Dubovca i preko Modruša do Senja. Prema arheološkim nalazima prisutnost, a vjerojatno i trajno boravljenje i život ljudi na području Draganića pada u dublju prošlost. 
U povijesti se spominje vrlo rano, a dokazan podatak je pisani spomen iz 1249.g. kada je za vrijeme Kralja Bele IV. Ban "ciele Slavonije" Stjepan Guthkeled uređivao plemićke posjede u srednjovjekovnoj Županiji Podgorskoj. Vjerojatno su tada utvrđene i granice "Plemenite općine Draganić" kako se ona oduvijek zvala.
Najznačajniji pisani spomen je povelja hratsko-ugarskog kralja Bele IV. iz 1264. godine izdane junačkim ratnicima Krešu, Kupiši i Raku. Ta su braća dobila posjede u starohrvatskoj županiji Pset u mjestima Podzvizd i Vranograč. Zbog čestih tuskih provala u plemići Krščićki se preseliše u Draganić između 1571. i 1580. godine.
Plemenita općina Draganić razvijala se slobodno, bez kmetstva i velikaških obitelji, stoga na prostoru današnje općine Draganići nema ni velikaških dvoraca. Osim ovog dokumenta o postojanosti općine Draganići možemo pronaći i vjerske spise iz 1334. godine u kojima je popisana župa Sv. Jurja u Šipku.
Stoljećima su draganićaki uživali stečenu slobodu koja je uvelike utjecala i na bogato kulturno nasljeđe koje se ponajbolje ogleda u očuvanim sakralnim objektima, tradicijskoj seoskoj arhitekturi i narodnoj nošnji. Župna crkva Sv. Jurja spominje se u popisu arhiđakona Ivana 1334.godine, a tradiciju poklonstva katolicizmu i važnosti crkve na ovim područjima dokazuje i niz draganićkih kapelica. Na današnjem groblju spominje se kapela Sv. Siksta iz 1668. godine, 1671. godine sagrađena je kapela Sv. Antuna Pustinjaka u Budrovcima, 1731. godine Sv. Barbara u Vrhu, kapela Sv. Fabijana i Sebastijana u Lazini iz 1668. godine, Sv. Magdalene u Gucima iz 1683. godine, kapela Sv. Trojstva iz 1689. godine sagrađena je od drva i oslikana freskama koje su sačuvane i do današnjih dana te je uvrštena među spomenike kulture 1. reda.
Tradicija građenja kapelica očuvala se sve do današnjih dana tako su krajem 20. stoljeća sagrađene kapelica Sv. Stjepana u Vukšin Šipku, kapelica Marije Pomoćnice u Čegljima, te kapelica Sv. Križa na Draganićkoj postaji u spomen na poginule branitelje za vrijeme Domovinskog rata. Stoljećima su se draganićaki borili za očuvanje slobode i tradicije stoga i kada je došlo do velikosrpske agresije i pitanje opstojnosti Hrvatske među prvima su se uključili u obranu i dali veliki doprinos u Domovinskom ratu na području Karlovačke županije.
Područje Općine se naročito razvija u prvoj polovici 20. stoljeća, kada je na području od većih poslovnih subjekata ciglana, pilana, industrijski mlin, te je zaposleno i do 600 radnika.
Ukidanjem Općine 15. srpnja 1957. godine ovo područje puno gubi i zaostaje, gase se pogoni i sele u druga područja, a pučanstvo je osuđeno na bavljenje poljoprivredom ili traženje zaposlenja u gradovima.
U to vrijeme veliki dio pučanstva radi osiguranja egzistencije napušta kraj i posao traži u zapadnoj Europi i na američkom kontinentu, gdje kako se smatra živi gotovo isti broj Draganićaka i njihovih potomaka kao i na području.
Općina Draganić ponovno je ustrojena Zakonom 1992. godine, iako još nije u njenom sastavu sve povijesno područje, već su tri sela kao posljedica ukidanja općine i njene podjele ostala izvan, dapače u drugoj, Zagrebačkoj županiji, a za nadati se da će napredak u gospodarstvu i demokratskim odnosima u društvu ukazati na prednost vlastite općine i da će se jednom nepravda ispraviti, to više što je cijelo područje jedna župa, isti običaji, povezani rodbinskim vezama, a preci počivaju na jednom primjerno uređenom groblju za cijelu župu, odnosno nekadašnju općinu Draganić.

## Zanimljivost
- U Draganiću rođeni su Ivan Biličić i Marija Barković koji su baka i djed Billa Belichicka, jednog od najboljeg trenera Američkog nogometa.

- U svom dnevniku Nikola Tesla spominje kako su njegovi predci "hrvatski koljenovići Draganići iz Zadra".[5]

## Poznate osobe
- Franjo Poljak, političar
- Bill Belichick, najtrofejniji trener momčadi američkog nogometa, pravim prezimenom Biličić[6][7]
- Steve Belichick, trener, skaut i bivši igrač američkog nogometa, djed Stephena Belichicka i otac poznatog trenera u američkom nogometu Billa Belichicka[8]
- Stephen Belichick, trener u američkom nogometu za igrače na poziciji safetyja[8]

## Obrazovanje
- Osnovna škola Draganić

## Kultura
- KUD sv. Juraj

## Šport
- NK Draganić
- Kickboxing klub Puma
- Šahovski klub Draganić

## Vanjske poveznice
|  | Zajednički poslužitelj ima još gradiva o temi Draganić |

- Službene stranice Općine Draganić